# Aeroporto internazionale di Aden
L'Aeroporto internazionale di Aden (مطار عدن الدولي: arabo) è un aeroporto situato nella città di Aden nello Yemen (IATA: ADE, ICAO: OYAA). L'aeroporto servì come stazione dell'Aviazione navale sovietica durante gli anni '70 e '80, venendo visitato da aerei del 77° reggimento indipendente di aviazione antisommergibile a lungo raggio (Flotta sovietica del Pacifico) e del 145º squadrone indipendente di aviazione antisommergibile a lungo raggio (Flotta baltica), volando su Ilyushin Il-38 (ASCC "May"). Dal 1971 al 1996 fu anche il principale hub di Alyemda Yemen Democratic Airlines. È il secondo aeroporto più grande dello Yemen dopo Sana'a International Airport. Il nuovo terminal è stato costruito tra il 1983 e il 1985, con una capacità di un milione di passeggeri all'anno. Una grande ricostruzione ed espansione dell'Aden International è stata completata nel 2001, inclusa una nuova pista in grado di gestire grandi aerei a lungo raggio. Nel 2000 sono stati completati i lavori di costruzione della nuova torre di controllo e dell'edificio del dipartimento aeroportuale. I piani per trasformare quell'aeroporto in un hub cargo regionale, con un "villaggio cargo aereo" entro il 2004 sembrano essere falliti. Sebbene la costruzione sia iniziata nel gennaio 2003, entro la fine dell'anno la società di gestione si era sciolta.
Durante la Guerra civile yemenita in seguito alla presa del potere da parte degli Houthi in Yemen, la città di Aden, compreso il suo aeroporto, è diventata un campo di battaglia. La Battaglia dell'aeroporto di Aden ebbe luogo il 19 marzo 2015, con le forze Houthi che lanciarono un attacco all'aeroporto che fu respinto dalle forze fedeli al presidente Abd Rabbuh Mansur Hadi.
Il 22 luglio 2015, l'aeroporto è stato dichiarato nuovamente idoneo all'uso, poiché un aereo saudita che trasportava aiuti è stato il primo aereo ad atterrare ad Aden in quattro mesi. Due giorni dopo sono atterrati altri due aerei sauditi con a bordo l'equipaggiamento necessario per riprendere le operazioni, per consentire la consegna degli aiuti al paese in difficoltà.
Il 26 novembre 2015, l'aeroporto è stato riaperto brevemente al traffico aereo civile dopo essere stato chiuso per 10 mesi, con un volo Yemenia in arrivo dall'Aeroporto di Amman-Queen Alia in Giordania. Il servizio per i successivi tre mesi è stato sporadico, ma alla fine di febbraio 2016 è stato segnalato che l'aeroporto avrebbe riaperto per il normale servizio commerciale dopo alcune settimane di riparazioni.
Il blocco è stato ripristinato il 21 febbraio 2016.
Il blocco è stato revocato il 14 novembre 2017, quando il primo volo commerciale è atterrato all'aeroporto internazionale di Aden. I voli sono stati cancellati ancora una volta, per quattro giorni (28-31 gennaio 2018), ma sono ripresi il 1º febbraio 2018.